# Lodovico Vedriani
Lodovico Vedriani (Modena, 1601 – 9 febbraio 1670) è stato uno storico italiano.

## Biografia
Lodovico Vedriani fu ordinato sacerdote e conseguì la laurea in teologia presso l'università di Ferrara. Scrisse principalmente opere su argomenti e cronache della provincia di Modena.

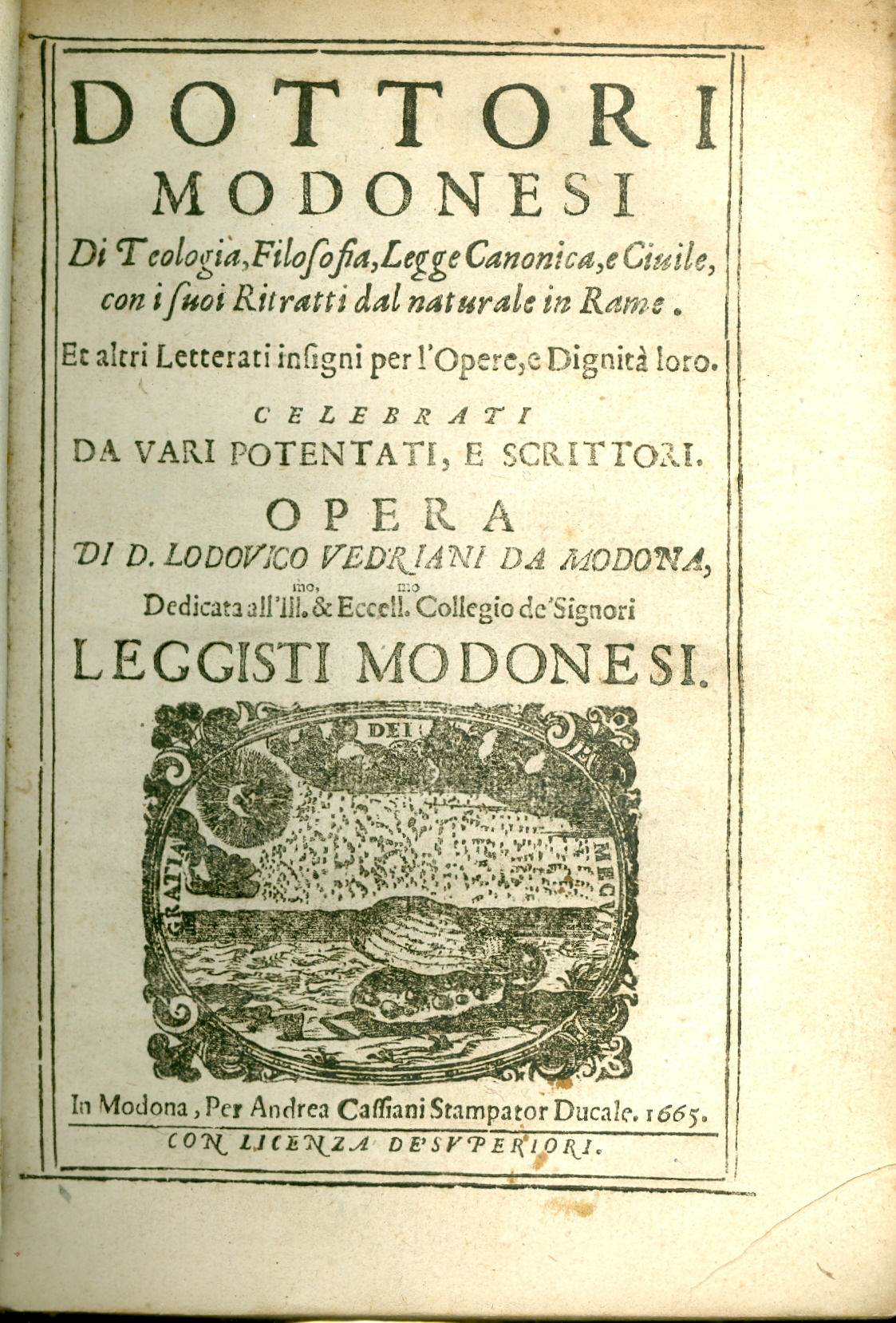
Dottori Modonesi, 1665

## Opere
- Raccolta dei pittori, scultori et architetti modenesi più celebri[3], 1662
- Vite et elogii de' cardinali Modonesi, (1662)
- Dottori Modonesi di teologia, filosophia, legge canonica e civile, (1665)
- Historia dell' antichissima città di Modona[4], (1666)
- Memorie di molti santi martiri… / Catalogo de vescovi modonesi – 1663 / 1669